# John Francis Toye
John Francis Toye (Winchester, 27 gennaio 1883 – Firenze, 13 ottobre 1964) è stato un musicologo inglese.
In qualità di critico musicale molto apprezzato, pubblicò molti articoli sui quotidiani The Morning Post (dal 1925 al 1937) e Daily Express.
La sua fama si accrebbe nell'ambito della cultura musicale attraverso la pubblicazione delle due monografie dedicate a Giuseppe Verdi e a Gioachino Rossini nelle quali, attraverso puntigliose e cospicue indagini, traspare la sua profonda professionalità, anche se non mancarono garbati accenni umoristici.
Dal 1939 è stato direttore del British Institute di Firenze, sostituito nel 1958 da Ian Gordon Greenlees.
A parte la parentesi degli anni della Seconda guerra mondiale, dal 1939 al 1946 circa, che trascorse a Rio de Janeiro quale rappresentante del British Council, ritornò a Firenze e vi rimase fino alla morte.

## Opere principali
- A Hans Andersen Song, su testo di Frances Cornford
- In Dorset, su testo di Frances Cornford
- The Inn, su testo di Hilaire Belloc
- Giuseppe Verdi, his life and works, New York, Alfred A. Knopf, 1931.
- Gioacchino Rossini, a study in tragi-comedy, New York, Alfred A. Knopf, 1934.

Suo fratello Geoffrey, più giovane di circa 6 anni, è autore dell'opera lirica The Red Pen - La penna rossa, 1927.